# ITF Winnipeg
Das ITF Winnipeg (offiziell: National Bank Challenger) ist ein Tennisturnier des ITF Women’s Circuit, das in Winnipeg ausgetragen wird.

## Siegerliste

### Einzel
| Jahr                                               | Siegerin                 | Finalgegnerin   | Ergebnis       |
| -------------------------------------------------- | ------------------------ | --------------- | -------------- |
| ↓ Kategorie: $25.000 ↓                             |                          |                 |                |
| 1998                                               | Hila Rosen               | Marketa Kochta  | 1:6, 6:4, 7:6  |
| 1999 wurde kein ITF-Turnier gespielt!              |                          |                 |                |
| 2000                                               | Kristina Kraszewski      | Vanessa Webb    | 6:3, 3:6, 7:64 |
| Von 2001 bis 2012 wurde kein ITF-Turnier gespielt! |                          |                 |                |
| 2013                                               | Johanna Konta            | Samantha Murray | 6:3, 6:1       |
| 2014                                               | Patricia Mayr-Achleitner | Mayo Hibi       | 6:2, 6:2       |
| 2015                                               | Kristie Ahn              | Sharon Fichman  | 6:2, 7:5       |
| 2016                                               | Francesca Di Lorenzo     | Erin Routliffe  | 6:4, 6:1       |
| 2017                                               | Caroline Dolehide        | Mayo Hibi       | 6:3, 6:4       |
| 2018                                               | Rebecca Marino           | Julia Glushko   | 7:63, 7:64     |

### Doppel
| Jahr                                               | Siegerinnen                         | Finalgegnerinnen                                   | Ergebnis         |
| -------------------------------------------------- | ----------------------------------- | -------------------------------------------------- | ---------------- |
| ↓ Kategorie: $25.000 ↓                             |                                     |                                                    |                  |
| 1998                                               | Keri Phebus Vanessa Webb            | Renata Kolbovic Julie Pullin                       | 4:6, 6:4, 7:6    |
| 1999 wurde kein ITF-Turnier gespielt!              |                                     |                                                    |                  |
| 2000                                               | Renata Kolbovic Vanessa Webb        | Kirstin Freye Tong Ka-po                           | 6:1, 6:4         |
| Von 2001 bis 2012 wurde kein ITF-Turnier gespielt! |                                     |                                                    |                  |
| 2013                                               | Heidi El Tabakh Allie Kiick         | Samantha Murray Jade Windley                       | 6:4, 2:6, [10:8] |
| 2014                                               | Rosie Johanson Charlotte Petrick    | Maria-Fernanda Alves Anamika Bhargava              | 6:3, 6:3         |
| 2015                                               | Sharon Fichman Jovana Jakšić        | Kristie Ahn Lorraine Guillermo                     | 6:2, 6:1         |
| 2016                                               | Francesca Di Lorenzo Ronit Yurovsky | Marie-Alexandre Leduc Charlotte Robillard-Millette | 1:6, 7:5, [10:6] |
| 2017                                               | Hiroko Kuwata Walerija Sawinych     | Kimberly Birrell Caroline Dolehide                 | 6:4, 7:64        |
| 2018                                               | Akiko Omae Victoria Rodríguez       | Julia Glushko Sanaz Marand                         | 7:62, 6:3        |

## Quelle
- ITF Homepage